# الحدين
قرية الحدين هي إحدى القرى التابعة لمركز كوم حمادة في محافظة البحيرة في جمهورية مصر العربية. حسب إحصاءات سنة 2006، بلغ إجمالي السكان في الحدين 15362 نسمة، منهم 8086 رجل و7276 امرأة.

## التاريخ
قرية الحدين من القرى القديمة، فقد وردت في قوانين ابن مماتي وفي تحفة الإرشاد من أعمال حوف رمسيس، وفي التحفة السنية لابن الجيعان من أعمال البحيرة.